# Stolsko
Stolsko (niem. Schlosssee) – niewielkie jezioro we wsi Stolec (powiat policki, województwo zachodniopomorskie) przecięte granicą polsko-niemiecką. Leży na Równinie Wkrzańskiej w Puszczy Wkrzańskiej. 

## Charakterystyka
Zbiornik wodny od XIX w. wysechł w połowie tworząc bagna i łęgi. Brzegi są porośnięte trzciną. Z jeziora wypływa rzeka Gunica. Na jeziorze po stronie niemieckiej znajdują się dwie niewielkie, niezamieszkane wyspy. 
W czasach istnienia PRL z uwagi na przebieg granicy państwowej od strony polskiej jezioro było ogrodzone płotem granicznym, mimo iż linia graniczna biegnie bezpośrednio przez jezioro.
Pod koniec lat 90. XX wieku z dna jeziora wydobyto fragmenty wraku amerykańskiego bombowca B-17G zestrzelonego w 1944 roku.
Obecnie jezioro przecina granica państwowa od znaku granicznego nr 850 (na południu), przez znak nr 851 (na wschodzie) do znaku nr 852 (na północy).